# ليلى بينهيرو
ليلى بينهيرو (بالبرتغالية: Leila Pinheiro‏) هي عازفة بيانو وملحنة ومغنية برازيلية، ولدت في 16 أكتوبر 1960 في بليم في البرازيل.

## وصلات خارجية
- الموقع الرسمي
- ليلى بينهيرو على موقع IMDb (الإنجليزية)
- ليلى بينهيرو على موقع ميوزك برينز (الإنجليزية)
- ليلى بينهيرو على موقع ديسكوغز (الإنجليزية)
- ليلى بينهيرو على موقع قاعدة بيانات الفيلم (الإنجليزية)